# Актай (приток Туры)
Акта́й (в верховье Большой Актай) — река на Урале. Протекает по Нижнетуринскому, Новолялинскому и Верхотурскому городским округам Свердловской области Российской Федерации. Устье Актая находится в 828 км по левому берегу Туры (Верхотурское водохранилище), возле посёлка Привокзального. Длина реки — 65 км, площадь бассейна 856 км².
Ранее на реке находился Актайский скит, или монастырская заимка Актай, расположенная в восьми верстах от Верхотурья на левом берегу реки, на сенокосном участке, с 1850 года принадлежавшем одному из верхотурских монастырей.

## Притоки
- 11 км: Малый Актай (пр)
- 29 км: Чёрная (лв)
- 32 км: Полуденный Актай (пр)
- Гладкая (пр)
- 51 км: Исток (лв)
- Шарымка (лв)
- Ямная (пр)
- Крутобережная (пр)

## Данные водного реестра
По данным государственного водного реестра России, Актай относится к Иртышскому бассейновому округу, водохозяйственный участок реки — Тура от истока до впадения р. Тагил, речной подбассейн Тобола, речной бассейн Иртыша.
Код объекта в государственном водном реестре — 14010501212111200004664.